# Aquagravura
Aquagravura é uma técnica de gravura elaborada por Bernard Pras no fim da década de 1980.

## Princípio Técnico Da Aquagravura
A aquagravura é feita sobre uma massa de papel ainda molhada (quase líquida) e a ideia primária é imprimir a folha ainda não acabada em estado de pasta. A placa tradicional é substituída por uma matriz feita de materiais flexíveis tais como: elastômeros e borrachas fabricadas a partir de uma maquete de madeira, de gesso ou de cera. A secagem do papel e da tinta ocorrem ao mesmo tempo e a impressão acontece antes da existência da folha. A matriz entintada é prensada com o papel líquido, o qual ao mesmo tempo é impresso e enxugado do seu excesso de água, formando assim a folha da aquagravura. Todo o processo permite obter relevos superiores aos das técnicas tradicionais de gravura.